# Quinto (Ponce)
Quinto es un barrio ubicado en el municipio de Ponce en el estado libre asociado de Puerto Rico. En el Censo de 2010 tenía una población de 568 habitantes y una densidad poblacional de 2.011,98 personas por km².

## Geografía
Quinto se encuentra ubicado en las coordenadas 18°0′52″N 66°36′39″O / 18.01444, -66.61083. Según la Oficina del Censo de los Estados Unidos, Quinto tiene una superficie total de 0.28 km², de la cual 0.27 km² corresponden a tierra firme y (5.5%) 0.02 km² es agua.

## Demografía
Según el censo de 2010, había 568 personas residiendo en Quinto. La densidad de población era de 2.011,98 hab./km². De los 568 habitantes, Quinto estaba compuesto por el 77.99% blancos, el 8.8% eran afroamericanos, el 1.58% eran amerindios, el 0.18% eran asiáticos, el 9.51% eran de otras razas y el 1.94% pertenecían a dos o más razas. Del total de la población el 99.12% eran hispanos o latinos de cualquier raza.